# Roger Byrne
Roger Byrne, född 8 februari 1929 i Manchester, död 6 februari 1958, var en engelsk fotbollsspelare som under 1950-talet var lagkapten i Manchester United. Byrne var en av de 23 personer som omkom i Flygolyckan i München. Han spelade även 33 matcher för det engelska landslaget.
Byrne skulle ha fått de goda nyheterna att hans fru var med barn när han kom fram till Manchester.

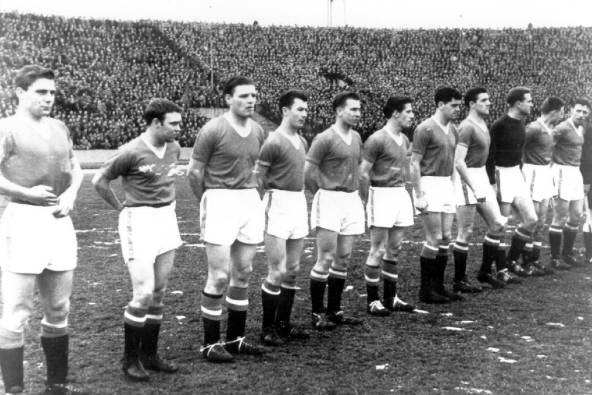
Laget inför den sista matchen med Byrne längst till höger.